# الطرادة (مذيخرة)

تعديل مصدري - تعديل

الطرادة محلة تابعة لقرية عدان، التابعة لعزلة خولان بمديرية مذيخرة إحدى مديريات محافظة إب في الجمهورية اليمنية.، بلغ تعداد سكانها 91 حسب تعداد اليمن لعام 2004.